# الشعبية (خرطوم بحري)
حي الشعبية حي سوداني يقع في مدينة الخرطوم بحري ولاية الخرطوم وهو من الأحيـاء القديمة لمدينة بحري تم توزيعها كسكن شعبي في ستينيات القرن الماضي وذلك في عهد الرئيس السوداني الراحل إبراهيم عبود ويعد حي الشعبية من الأحياء العريقة في مدينة بحري كـ (حي الختمية، المزاد، الدناقلة، الديوم، الصبابي، حلة حمد، حلة خوجلي، الأملاك، الحلفايا) وغيرها من الأحياء العريقة في المدينة، ويتكوّن الحي من جزئين حي الشعبية جنوب وحي الشعبية شمال.

## الموقع
يحدها شرقاً شارع المؤسسة وحي المزاد وغرباً حي الصبابي ويحدها شمالا حي شمبات وجنوبا حي الدناقلة.
يتميز الحي بموقع استراتيجي فهو في مدخل كوبري شمبات الذي يقود لأم درمان وعلى مسافة قصيرة من كوبري النيل الأزرق وبالتالي قريب جدا من مدينة الخرطوم وهذا الموقع جعل الحي يتميز بموقع يسهل على سكانه التواصل مع بقية العاصمة بسهولة.

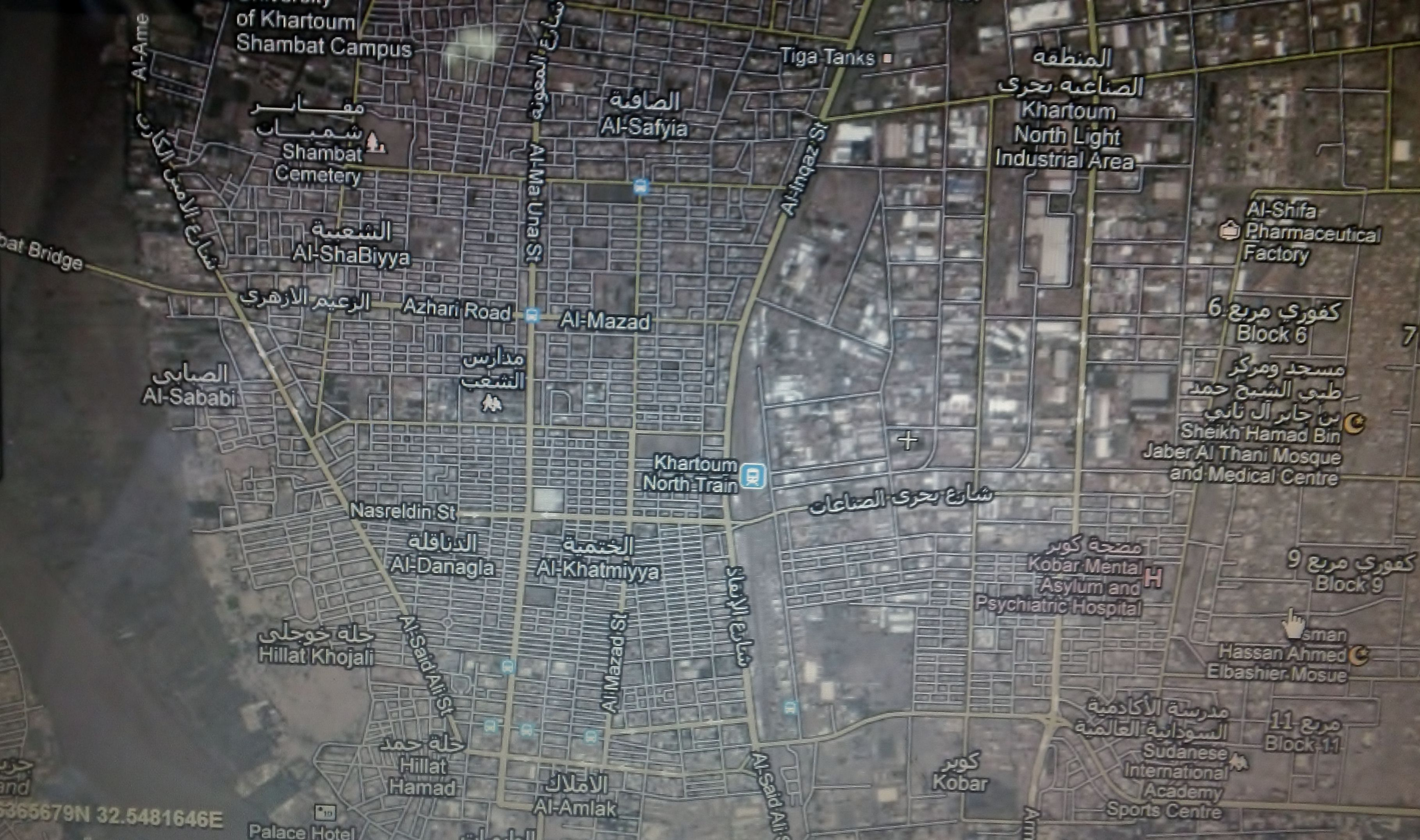
أحياء خرطوم بحري

## أصل التسمية
الشعبية تم توزيعها لذوي الدخل المحدود من صغار الموظفين والعمال والجنود (جيش وبوليس)، ولكن كانت هناك حالات استثنائية لبعض ضباط الجيش والشرطة، كذلك الوزير الراحل محمد نور الدين والذي توفى بعد سنوات قليلة من سكناه بمنزله بالشعبية.
 حي الشعبية يتكون من الشعبية جنوب والشعبية شمال ويفصل بينهما شارع كوبري شمبات (شارع الزعيم الزهري).

## المناخ
تتراوح درجات الحرارة ما بين 25 درجة مئوية إلى 40 درجة مئوية في فصل الصيف في الفترة من شهر أبريل / آب وحتى شهريونيو / حزيران وما بين 20 درجة مئوية إلى 30 درجة مئوية في الفترة من شهر يوليو / تموز وحتى شهر أكتوبر / تشرين الأول، وما بين 15 درجة مئوية إلى 20 درجة مئوية في فصل الشتاء في الفترة ما بين شهر نوفمبر / تشرين الثاني وحتى شهر مارس / آذار.

## التعليم
نجد أن التعليم في السودان في تطور مستمر ومناهج التعليم السودانية كذلك تتطور حسب الحقب التاريخية فالتعليم ما قبل التركية وعهد التركية والمهدية والحكم الثنائي والاستقلال في الفترة من 56-2004 م، وهنالك كثير من الإيجابيات والسلبيات التي صاحبت تطور المناهج في مراحل التعليم المختلفة. وتطور التعليم يسهل مطابقة المنهج للثورة التعليمية التي حدثت في السودان خلال الحقب الناتجة المتمثلة في التقدم التكنلوجى ووسائل الاتصال والتقنية الحديثة ومدى مطابقتها لمتطلبات أوجه المجتمعات المحلية.

## الحياة الاجتماعية
غالبية سكان حي الشعبية هم من الطبقة المتوسطة حاليا" وقد تميز سكان حي الشعبية بالعمل الجماعي والتطوعي المتمثل في الجمعيات الخيرية والمبادارات الشبابية لتصحيح بيئة الحي والنظافة والدوريات الليلية وغيرها من الأعمال التكافلية غير مدفوعة الثمن، وكانت الجمعيات التي يتم تكوينها باشتراكات شهرية مميزة للتكافل بين سكان الحي وقد قام سكان الحي بتأسيس عدد من اللجان الخيرية والجمعيات التعاونية وغيرها.
- علاقات سكان الشعبية علاقات طيبة ومترابطة جدا«يعش سكان الحي في حالة من الأخوية والمحبة وما زالت المنطقة تحمل الشكل القديم للعلاقات الاجتماعية في السودان من تداخل واهتمام. ورغم انقسام حي الشعبية إلى الشعبية شمال والشعبية جنوب إلا أن علاقة سكان المنطقة مترابطة جدا» فقد جمعت الدراسة أو الرياضة أو الصداقة الشباب من المنطقتين شمال وجنوب.

## أهم معالم الحي

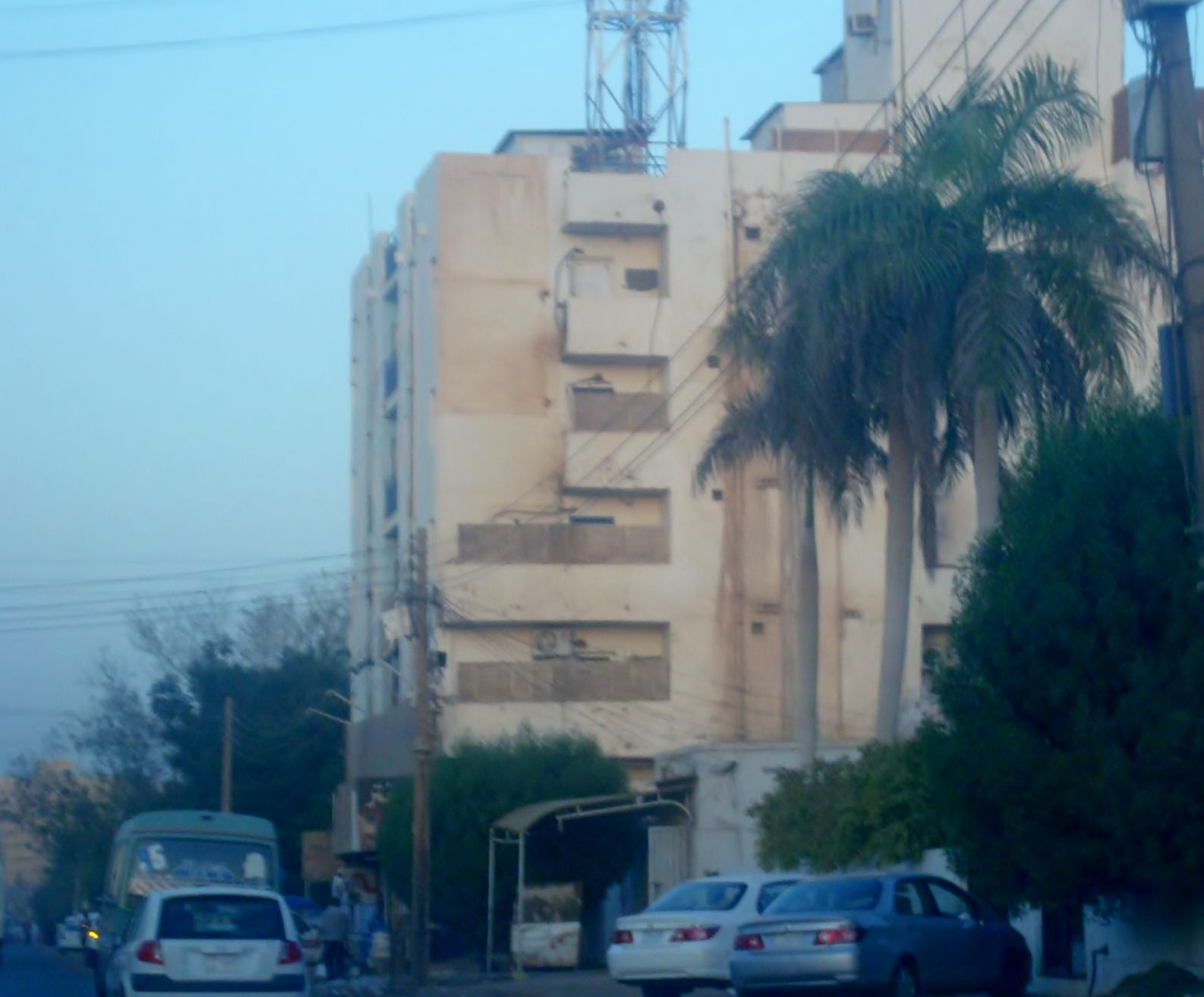
المستشفى الدولي - شارع الزعيم الازهري

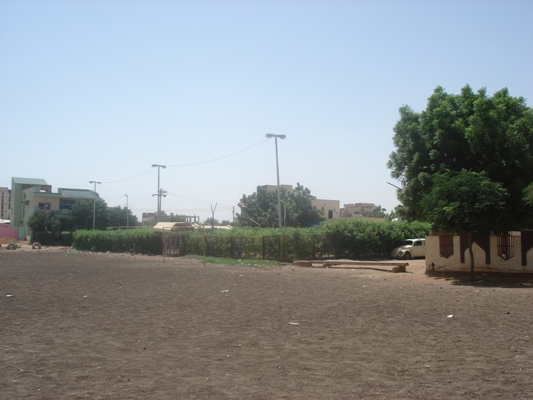
حديقة مربع 8/9 بالشعبية

- المستشفى الدولي
- سوق الشعبية شمال عالم قائم بذاته
- مزرعة (اسطافانوس)
- مدرسة القابلات بحري
- نادي الشعبية
- ميدان الصداقة
- مركز صحي الشعبية
- حديقة مربع 8/9
- جامعة الزعيم الأزهري
- وزارة التربية والتعليم

## أشهر سكانها
لقد عاش وسكن في منطقة حي الشعبية كوكبة فريدة من الشخصيات التي كان لها بصمة ودور في تاريخ السودان العلمي والأدبي والثقافي والفني والسياسي والعسكري والاجتماعي ونذكر منهم على سبيل المثال وليس الحصر
- الراحل محمد نور الدين الاتحادي والوزير السابق.
- الشاعر أبو آمنة حامد
- عزالدين محمد خير الرياضي السابق والقاضي الشهير بـ (عزالدين الصبابي)
- من المشاهير الذين سكنوا الشعبية أبو عركي البخيت وزوجته المذيعة المعروفة والشاعرة عفاف الصادق حمد النيل
- الأستاذ عبد الكريم الكابلي
- الأستاذ فيصل أحمد سعد الممثل المسرحي والتلفزيوني والأستاذ بكلية الموسيقى والدراما بجامعة السودان للعلوم والتكنولوجيا الشهير بشخصية (كبسور)
- بدر الدين ديكة من الذين عشقوا العمل العام، وقد قدم الكثير في هذا المجال، فما من عمل خيري جماعي إلا وتجده في المقدمة، ساهم في صيانة المدارس والمركز الصحي
- الدكتور عطا المنان عيادته تستقبل أعداد كبيرة من سكان الشعبية وهو عرف بمعاملته الطيبة مع سكان الشعبية لسنوات طويلة، بل أن للعيادة باب متصل مع منزله
- العم أبو طربوش: ختمي حتى النخاع كانت عملية الانتخابات تعتمد على اللقاءات المباشرة والعلاقات الخاصة في تسويق المرشح، وكان عمنا أبوطربوش يقوم بعملية الدعاية.